# گورستان بافتان ۱
قبرستان بافتان ۱ مربوط به سده‌های متاخر دوران‌های تاریخی پس از اسلام است و در شهرستان سرباز، بخش پیشین، دهستان جکیگور، ضلع جنوب غرب روستای بافتان واقع شده و این اثر در تاریخ ۲ مرداد ۱۳۸۷ با شمارهٔ ثبت ۲۳۱۴۴ به‌عنوان یکی از آثار ملی ایران به ثبت رسیده است.